# Gastrafetes

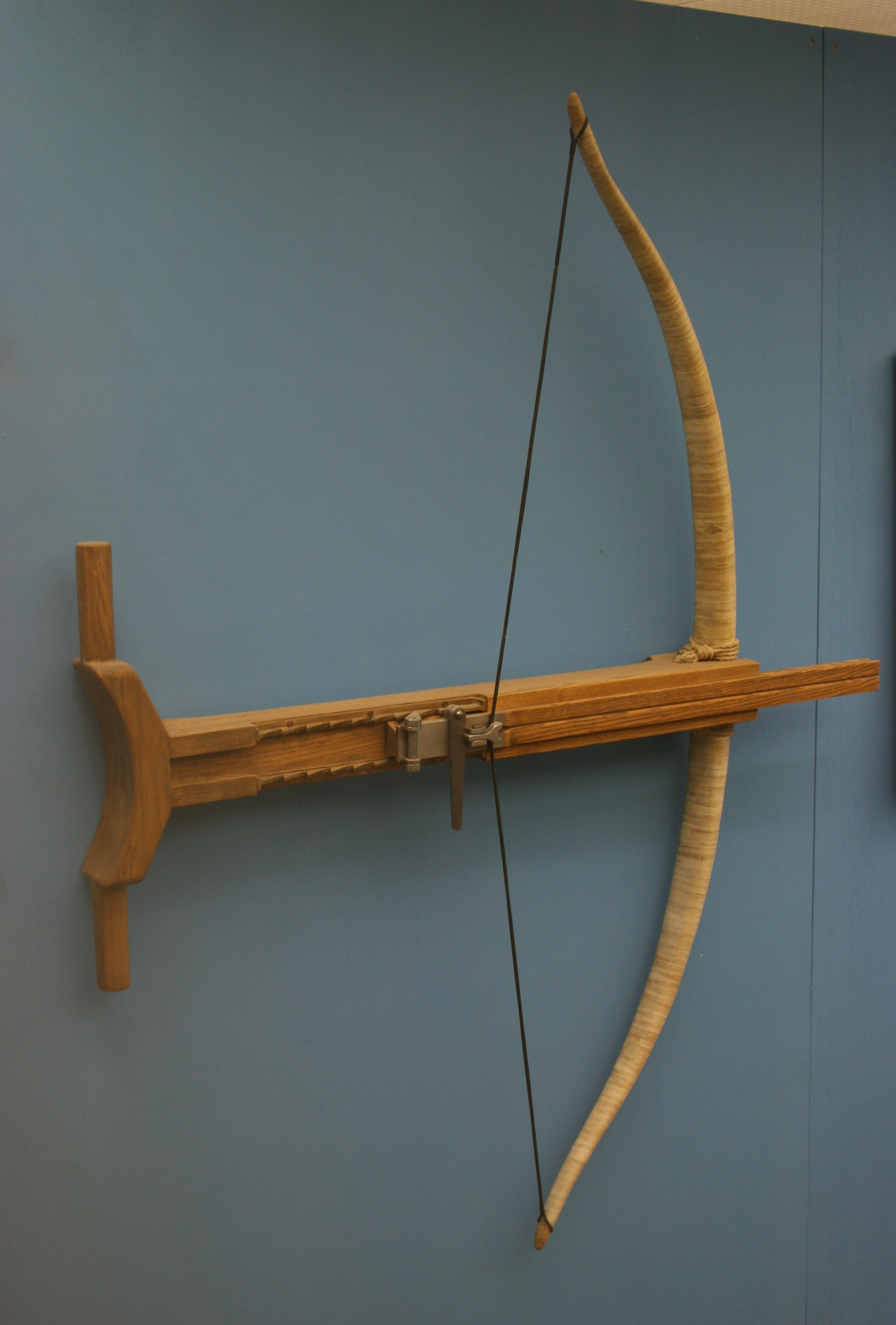
Gastrafetes (rekonstrukcja)

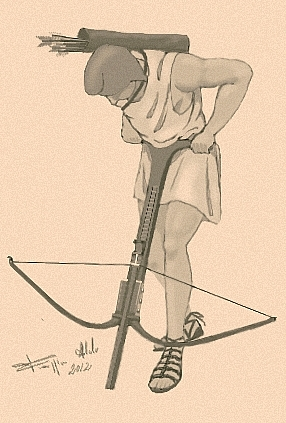
Sposób napinania gastrafeta

Gastrafetes, gastrafet (gr. γαστραφέτης, dosł. „łuk brzuszny”) – rodzaj udoskonalonego łuku wynalezionego i używanego przez starożytnych Greków, przejętego przez Rzymian.
Broń ta, zwana też łukiem brzusznym (od sposobu naciągu cięciwy) lub greckim, historycznie była stadium pośrednim pomiędzy antycznym łukiem i średniowieczną kuszą. Po raz pierwszy opisana została przez Herona z Aleksandrii w I wieku n.e. w jednym z jego pism (Belopoeika). Jej powstanie datuje się jednak na IV wiek p.n.e. i łączy się z udoskonaleniem starszej konstrukcji (z V stulecia p.n.e.) przez Zopyrosa z Tarentu.
Gastrafetes zbudowany na podobnej zasadzie jak łuk kompozytowy, obsługiwany był indywidualnie. Cięciwę napinano za pomocą suwaka ciągniętego po prowadnicy i zabezpieczanego przed powrotem przez mechanizm zapadkowy. Nazwa „łuk brzuszny” pochodzi od sposobu napinania broni z użyciem nie tylko rąk, gdyż koniec suwaka opierano o ziemię, a kolbę specjalnej konstrukcji – o brzuch (co ułatwiało jej odpowiednie ukształtowanie). Mechanizm spustowy miał dodatkowy mechanizm zapadkowy (rygiel). Po napięciu cięciwy umieszczano strzałę w rowku wyżłobionym w suwaku.
Obsługa cięższego gastrafetesu wymagała więcej czasu niż typowego lekkiego łuku, lecz większa donośność i siła przebicia decydowały o zainteresowaniu tą konstrukcją. Mimo to, grecki łuk brzuszny jako broń piechoty nigdy nie zyskał większego znaczenia i szerszego rozpowszechnienia ze względu na złożony mechanizm i wyższy koszt wytwarzania. Broń ta była na wyposażeniu armii rzymskiej już w czasie podboju Galii w I wieku p.n.e. (o czym wspomina Ammianus Marcellinus), lecz Rzymianie używali jej zwykle w obronie legionowych obozów, a nie w bojowych warunkach polowych.
Ulepszoną i powiększoną około 375 roku p.n.e. odmianą gastrafeta był oksybeles (οξυβελής), osadzony na wysokiej, stabilnej podstawie (statywie) i o naciągu cięciwy wyposażonym w windę korbową (kołowrót).
Podobna broń znana też była w piechocie chińskiej w II/I w. p.n.e., a konstrukcyjna różnica dotyczyła jedynie stałego suwaka. Choć lżejszej odmiany gastrafetesa używano w Bizancjum, w zachodniej Europie ponownie pojawił się on dopiero w średniowieczu już jako kusza w epoce wypraw krzyżowych, znany wśród powracających z Bliskiego Wschodu rycerzy (początkowo określany niewłaściwą nazwą łacińską balista; później we Francji jako arbalete, a w Niemczech Armbrust).